# Иштанское сельское поселение
Ишта́нское се́льское поселе́ние — муниципальное образование в Кривошеинском районе Томской области Российской Федерации.
Административный центр — село Иштан.

## История
Статус и границы сельского поселения установлены Законом Томской области от 10 сентября 2004 года № 203-ОЗ О наделении статусом муниципального района, сельского поселения и установлении границ муниципальных образований на территории Кривошеинского района.

## Население
| 2002 | 2010 | 2012 | 2013 | 2014 | 2015 | 2016 |
| ---- | ---- | ---- | ---- | ---- | ---- | ---- |
| 1214 | ↘865 | ↘829 | ↘812 | ↘779 | ↘775 | ↘744 |
| 2017 | 2018 | 2019 | 2020 | 2021 |      |      |
| ↘729 | ↘718 | ↘699 | ↗706 | ↗799 |      |      |

## Состав сельского поселения
| № | Населённый пункт | Тип населённого пункта       | Население |
| - | ---------------- | ---------------------------- | --------- |
| 1 | Иштан            | село, административный центр | ↗352      |
| 2 | Карнаухово       | деревня                      | ↘79       |
| 3 | Никольское       | село                         | ↗239      |
| 4 | Рыбалово         | деревня                      | ↘86       |
| 5 | Чагино           | деревня                      | ↗43       |

Кайбасово — упразднённый населённый пункт.